# Bálint Alsáni
Bálint Alsáni (Alsán, 1330 circa – Pécs, 19 novembre 1408) è stato un cardinale e vescovo cattolico ungherese.

## Biografia
Nacque da nobile famiglia, il padre János era governatore di Mačva.
Studiò in Francia e in Italia e conseguì la laurea in utroque iure. Fu professore a Strigonio e canonico a Veszprém, Pécs e Strigonio dal 1352 o dal 1353.
Il 21 luglio 1374 fu eletto vescovo di Pécs, fu consacrato vescovo nello stesso anno, prima del 25 ottobre. Fu vicecancelliere del regno d'Ungheria e dal 1381 ambasciatore ungherese in Italia a Padova, Venezia e Roma.
Nel concistoro del 17 dicembre 1384 papa Urbano VI lo creò cardinale e il 9 febbraio 1385 ricevette il titolo di Santa Sabina, ritenendo l'amministrazione apostolica della sua diocesi.
Nel 1386 optò per il titolo dei Santi Quattro Coronati. Nel 1397 (o 1398) divenne cardinale protoprete, rimanendo tale fino alla morte.
Non partecipò a nessun conclave dei tre a cui ebbe diritto. Entrò in Curia il 22 agosto 1407 a Viterbo, successivamente si ammalò a Siena e decise di tornare in Ungheria, passando da Venezia.
Morì a Pécs e fu ivi sepolto.